# 明斯克猶太區

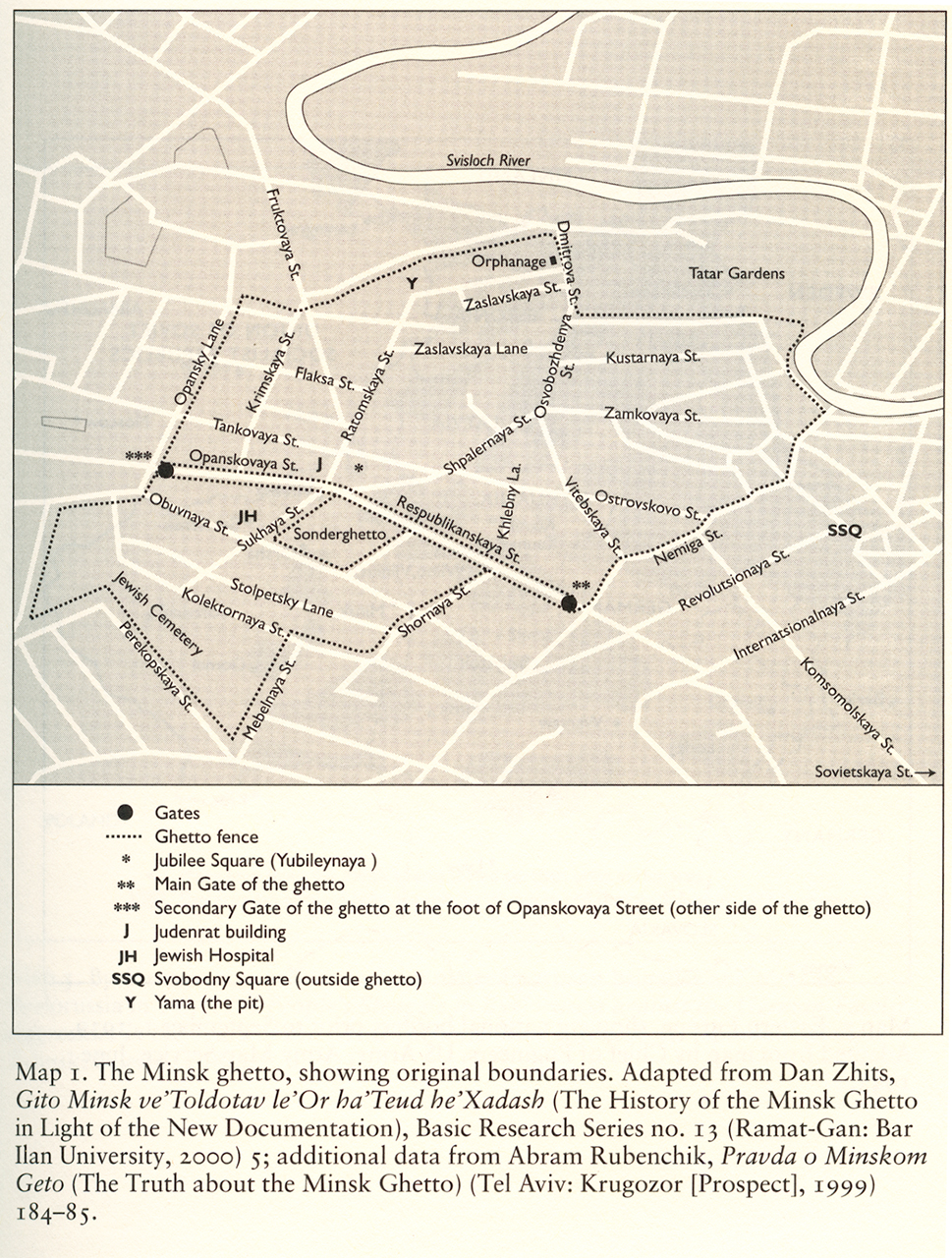
明斯克贫民窟地图

明斯克猶太區（Minsk Ghetto）是第二次世界大戰期間蘇聯境內最大的猶太人聚居區。它成立於巴巴羅薩行動期間，有超過1萬猶太人居住在明斯克猶太區，大部分死於集中營。

## 历史
苏联1926年的人口普查显示，有53,700名犹太人居住在明斯克(约占该市居民的41%)。
犹太人居住区是在德国入侵苏联并于1941年6月28日占领白俄罗斯苏维埃社会主义共和国首都明斯克后不久建立的。占领后第五天，2000名犹太知识分子被德国人屠杀; 从那时起，谋杀犹太人就成了家常便饭。在德国占领的头几个月里，大约有2万犹太人被谋杀，其中大部分是被别动队杀害的。
1941年7月17日，德国建立东方总督辖区。7月20日，明斯克犹太人区成立。同时成立的是犹太委员会。犹太人居住区的总人口约为8万(根据一些资料来源，超过10万)，其中约有5万是战前的居民，其余的(3万或更多)是难民和被德国人从附近的居点强行重新定居的犹太人。

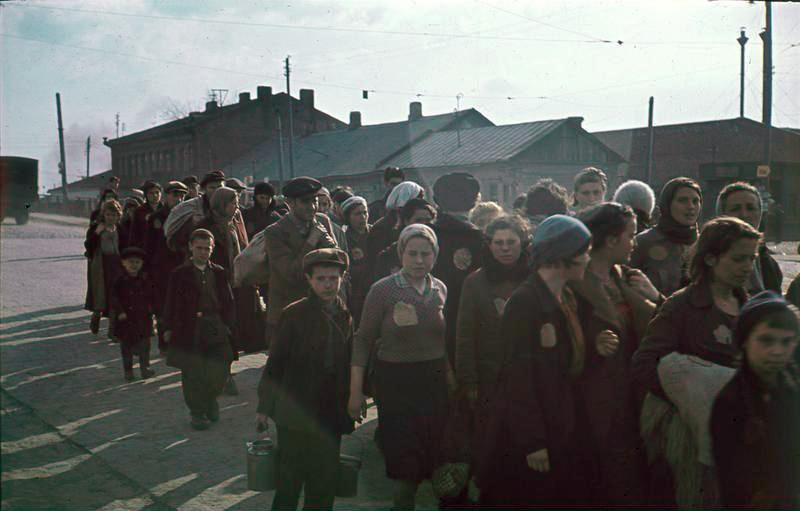
1941年，明斯克犹太区的犹太人

1941年11月，为了西方被驱逐出来的犹太人，第二个犹太人居住区在明斯克建立了，被称为汉堡犹太区，毗邻明斯克的主要犹太区。在这个单独的贫民区的入口上方有一个标志:Sonderghetto (特殊犹太人区)。每天晚上，盖世太保都会杀害70至80名新来者。这个贫民区根据居民的来源地分为五部分: 汉堡、法兰克福、柏林、莱茵兰、不来梅和维也纳。这个犹太区的大多数犹太人来自德国和波西米亚和摩拉维亚保护国; 在它的鼎盛时期，大约有35000名居民。这两个贫民区的居民之间不允许有接触。 Little contact was permitted between the inhabitants of the two ghettos.

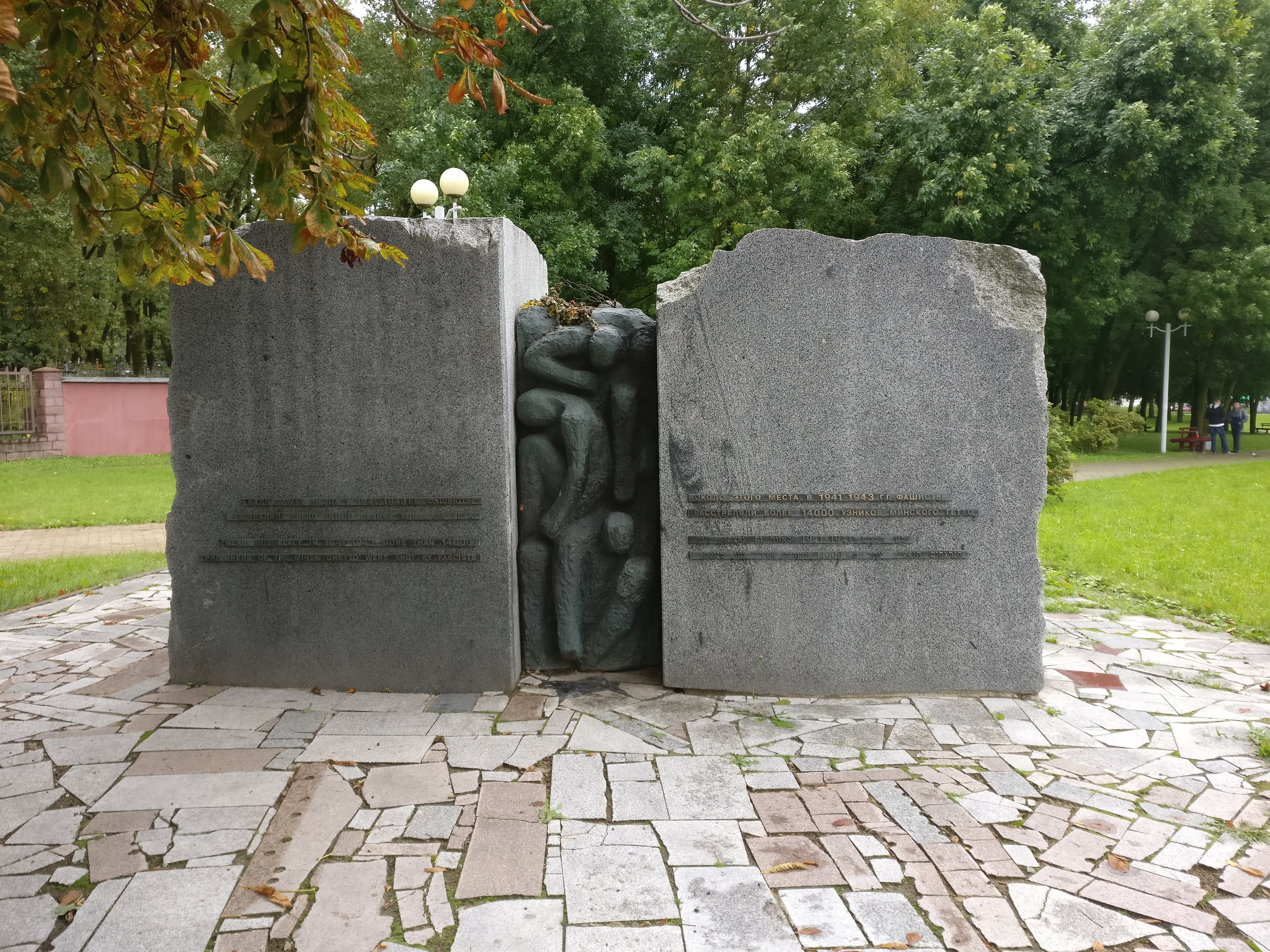
白俄罗斯明斯克街上的明斯克贫民窟受害者纪念碑

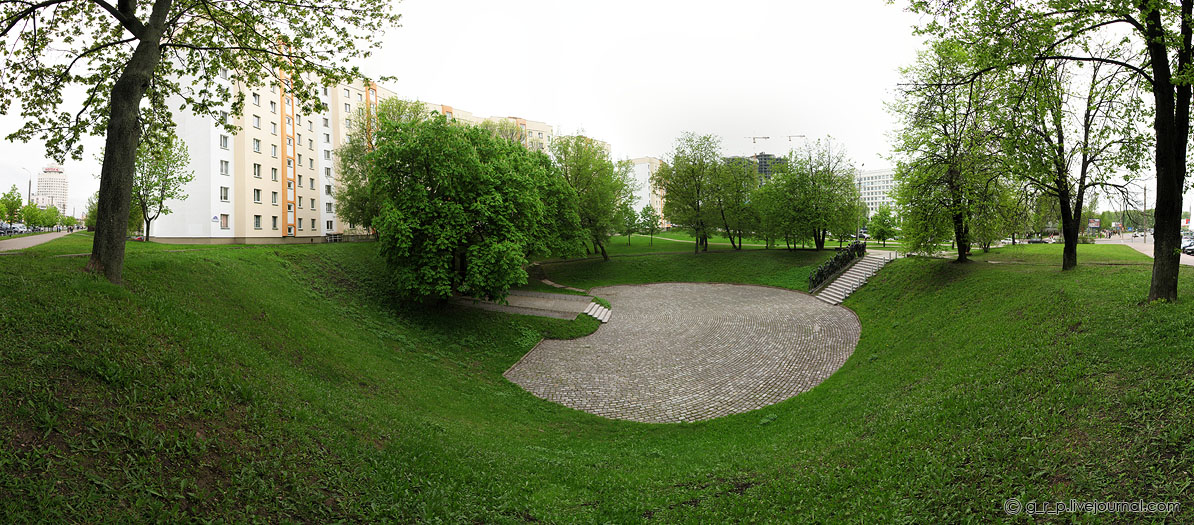
左侧为方尖纪念碑，右侧楼梯上为集体雕塑。

和其他许多犹太人区一样，犹太人被迫在工厂或其他德国人运营的地方工作。贫民窟的居民生活条件极其恶劣，食物和医疗用品储备都不足。
1942年3月2日，犹太人区的托儿所或孤儿院被“清算”; 在凶手扔给孩子们糖果后，他们在坑里被活埋。
1942年3月，大约5000名犹太人在明斯克犹太人区名为“坑”的纪念碑（The Pit）附近被杀害。3月31日，德国人突袭了犹太人区，逮捕了抵抗运动的领导人，包括犹太教堂在内的大部分犹太人区被烧毁。
根据德国官方文件，截至8月，留在犹太人区的犹太人不到9000人。 犹太人区于1943年10月21日被肃清，许多明斯克犹太人在索比堡集中营中死去。几千人在玛丽·特罗斯特内兹灭绝营被屠杀（战前，玛丽·特洛斯特内兹是明斯克以东几英里的一个村庄）。1944年7月3日，当红军夺回这座城市时，只有少数犹太人幸存下来。

## 反抗

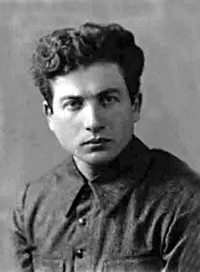
抵抗运动领导人米哈伊尔（Mikhail Gebelev）

明斯克犹太区以其与苏联游击队密切合作的大规模反抗组织而闻名。大约一万名犹太人得以逃离犹太人区并加入附近森林里的游击队组织。据芭芭拉·爱泼斯坦估计，他们中大概有一半人幸存了下来，并指出，总共可能有多达3万人试图逃离明斯克贫民窟加入游击队（但其中2万人可能在途中丧生）。